# Алардж
Алардж (перс. الرج) — село в Ірані, у дегестані Поль-е Доаб, у бахші Заліян, шагрестані Шазанд остану Марказі. За даними перепису 2006 року, його населення становило 570 осіб, що проживали у складі 122 сімей.

## Клімат
Середня річна температура становить 11,16 °C, середня максимальна – 29,78 °C, а середня мінімальна – -9,55 °C. Середня річна кількість опадів – 282 мм.
| Клімат поселення                              | Клімат поселення | Клімат поселення | Клімат поселення | Клімат поселення | Клімат поселення | Клімат поселення | Клімат поселення | Клімат поселення | Клімат поселення | Клімат поселення | Клімат поселення | Клімат поселення | Клімат поселення |
| Показник                                      | Січ.             | Лют.             | Бер.             | Квіт.            | Трав.            | Черв.            | Лип.             | Серп.            | Вер.             | Жовт.            | Лист.            | Груд.            |                  |
| Середній максимум, °C                         | 6,07             | 7,33             | 11,30            | 17,44            | 22,58            | 27,93            | 29,78            | 29,74            | 24,80            | 18,65            | 11,88            | 6,67             |                  |
| Середня температура, °C                       | −1,75            | −0,48            | 3,48             | 9,65             | 14,78            | 20,11            | 24,22            | 24,17            | 19,24            | 13,08            | 6,32             | 1,12             |                  |
| Середній мінімум, °C                          | −9,55            | −8,29            | −4,32            | 1,83             | 6,97             | 12,30            | 18,65            | 18,61            | 13,68            | 7,53             | 0,76             | −4,44            |                  |
| Норма опадів, мм                              | 42               | 38               | 51               | 39               | 34               | 6                | 1                | 1                | 0                | 7                | 25               | 38               |                  |
| Середньомісячна швидкість вітру, м/с          | 1.80             | 2.53             | 2.92             | 3.00             | 2.67             | 2.34             | 2.32             | 2.25             | 2.21             | 2.06             | 1.67             | 1.88             |                  |
| Середньомісячна сонячна радіація, кДж/м²·день | 9189             | 12291            | 14911            | 18195            | 22285            | 27046            | 26019            | 24160            | 21267            | 15748            | 10961            | 8954             |                  |
| --------------------------------------------- | ---------------- | ---------------- | ---------------- | ---------------- | ---------------- | ---------------- | ---------------- | ---------------- | ---------------- | ---------------- | ---------------- | ---------------- | ---------------- |
| Джерело:                                      |                  |                  |                  |                  |                  |                  |                  |                  |                  |                  |                  |                  |                  |